# جوناثان أرياس
جوناثان أرياس (بالإسبانية: Jonathan Arias)‏ (18 أبريل 1986 بتولوكا في المكسيك - ) هو لاعب كرة قدم مكسيكي في مركزي الدفاع وقلب الدفاع. لعب مع نادي تولوكا.

## وصلات خارجية
- جوناثان أرياس على موقع قاعدة بيانات كرة القدم.إي يو (الإنجليزية)